# Escola de Tropas Aerotransportadas (França)
A  Escola de Tropas Aerotransportadas (em francês:  École des troupes aéroportées, ETAP), é uma unidade militar dedicada ao treinamento dos paraquedistas militares das Forças Armadas Francesas. Seu formato atual data de 1963 e está localizada na cidade de Pau, no departamento dos Pirenéus Atlânticos, na França.
A ETAP é a principal escola de formação paraquedista das três forças armadas e da Gendarmaria Nacional. Sendo parte do Exército Francês, é subordinada à 11ª Brigada Paraquedista (11ª BP) desde 2014, e localiza-se no Campo Aspirante Zirnheld, ao norte da cidade de Pau. O único regimento paraquedista cuja formação inicial é distinta é o 2º Regimento  Estrangeiro de Paraquedistas (2e REP), que o realiza no Campo Raffalli.

## História
A Escola de Tropas Aerotransportadas (ETAP) surgiu no final da Segunda Guerra Mundial com a criação de um Centro Escolar de Tropas Aerotransportadas (em francês:  Centre école des troupes aéroportées, CETAP) em 16 de abril de 1946. Em 1º de junho de 1947, o CETAP se tornou ETAP. Em 1º de outubro de 1953, a ETAP recebeu, além da missão escolar, a função de base operacional e assumiu o nome de Base Escola de Tropas Aerotransportadas (em francês:  Base école des troupes aéroportées, BETAP). Ela se estabeleceu em novembro de 1953 no campo de Astra, ao norte de Pau.
Em 1º de outubro de 1963, a BETAP retornou a uma base operacional móvel aerotransportada (em francês:  Base opérationnelle mobile aéroportée, BOMAP) e a escola recuperou seu nome anterior - ETAP - sendo encarregada exclusivamente do treinamento de paraquedistas militares. A ETAP está integrado na base de Defesa de Pau, criada em 2010. A sua bandeira é condecorada com a Medalha da Aeronáutica.

## Missão
A Escola de Tropas Aerotransportadas (ETAP) é a principal responsável pelo treinamento técnico e tático individual e coletivo de paraquedistas, oficiais e outras patentes do Exército, Marinha, Força Aérea e Gendarmaria. Participa também de estudos e experimentos com paraquedas e se posiciona como garantidora da segurança das atividades de paraquedismo.
A ETAP é colocada sob a autoridade de um comandante da escola com um Estado-Maior, com a escola escola sendo composta principalmente pela direção-geral de formação (em francês:  Direction générale de la formation, DGF) e uma companhia de apoio. No total, a ETAP é composta por 33 oficiais, 126 suboficiais, 59 suboficiais, 41 civis e 16 reservistas. A cada ano, treina mais de 4.000 alunos e realiza mais de 45.000 saltos.

## Composição
A ETAP é dividida em três componentes: 
- um Centro de Comando;
- um Centro de Treino;
- um Centro de Apoio.

## Cursos
- Treino de certificação em paraquedismo militar (2 semanas);
- Treino de oficiais e sargentos (7 dias a 4 semanas);
- Treino de monitores paraquedistas, monitores de queda livre e pilotes parachutes biplaces (8 semanas);
- Treino de salto livre (12 semanas);
- Treino de abastecimento aéreo;
- Treino em técnicas de largada;
- Treino militar para outros países, em cooperação bilateral.

## Tropas Paraquedistas Portuguesas
Esta Unidade teve um papel fundamental para a criação das Tropas Paraquedistas Portuguesas, uma vez que foi nela que foram qualificados os primeiros paraquedistas militares portugueses, em 1951 (CAPs Armindo Videira e Mário Robalo) e 1953 (ASP Fausto Marques e Sargentos Américo Matos e Manuel Coelho Gonçalves).